# Ordine del Nunavut
L'Ordine del Nunavut (in francese: Ordre du Nunavut, inuktitut: ᓄᓇᕗᒻᒥ ᐃᓕᓴᖅᓯᔾᔪᑦ ᐅᔭᒥᒃ, transliterato Nunavumni Ilisaqsijjutujamik, inuvialuktun: Nangariyauyunut Nunavunmi) è un ordine cavalleresco del territorio del Nunavut, in Canada.

## Storia
L'Ordine è stato creato con l'Order of Nunavut Act della fine del 2009 ed è assegnato ad attuali o ex residenti nel territorio per premiare eccezionali apporti al benessere culturale, sociale o economico del Nunavut. Il premio è modellato sugli altri ordini delle Province canadesi.

## Assegnazione
Ogni anno il commissario del Nunavut può assegnare l'ordine a un massimo di tre persone. Il comitato consultivo è composto dal presidente dell'Assemblea legislativa del Nunavut, dal giudice capo della Corte di giustizia del Nunavut e dal presidente della Nunavut Tunngavik Incorporated. Come gli altri ordini provinciali, i politici e i giudici attivi non possono essere premiati mentre sono in carica. Come l'Ordine nazionale del Québec, i membri vengono investiti durante una cerimonia nel Parlamento del territorio. Sebbene sia il commissario del territorio a conferire il premio, egli è anche automaticamente membro ex officio.

## Classi
L'Ordine dispone nell'unica classe di membro che dà diritto al postnominale ONu.

## Insegne
- Il nastro dell'ordine è verde con tre strisce bianche. La striscia bianca centrale ha i bordi blu.

## Elenco degli insigniti
Di seguito è riportato l'elenco dei membri dell'ordine:
Commissari, cancellieri e membri ex officio
- Ann Meekitjuk Hanson (2010)
- Edna Elias (2010)
- Nellie Kusugak (2015)

2011
- Rev. Michael Gardener
- Mark Kalluak
- Jose Amaujaq Kusugak

2012
- Kenojuak Ashevak
- Charlie Panigoniak

2013
- Jimmy Akavak
- Louis Angalik, Sr.
- Davidee Arnakak

2014
- John Amagoalik

2015
- Tagak Curley[2]
- William Lyall[2]
- Padre Robert Lechat[2]

2016
- Louie Kamookak
- Ellen Hamilton
- Red Pedersen

2017
- Betty Brewster
- Ludy Pudluk